# Taktischer Luftkrieg
Als Taktischer Luftkrieg bezeichnet man den Einsatz von Luftfahrzeugen zur Bekämpfung feindlicher Truppen und militärischer Einrichtungen im Gefechtsfeld. Die drei grundsätzlichen Aufgaben sind die Luftnahunterstützung, der Angriff feindlicher Bodenziele in mittelbarer Nähe zu den eigenen Einheiten, und die Gefechtsfeldabriegelung, welche taktische Ziele im Rückraum wie Brücken und Straßen und den Nachschub hinter der gegnerischen Kriegsfront bekämpft.

## Allgemein
Der taktische Luftkrieg wird anders als der Strategische Luftkrieg von der Front aus geführt. Seine Planung verlangt keinen langen Zeitraum. Auch die Zusammensetzung verschiedener Staffeln darf im taktischen Luftkrieg nicht Bedingung der Planung sein. Einzelne Frontkommandeure bis hin zum Zugführer können Luftunterstützung anfordern. Gruppen von zwei oder mehr Flugzeugen werden dann zur Unterstützung entsendet und bekämpfen den angegebenen Bereich mit Bomben, Raketen und Bordwaffen. Im taktischen Luftkrieg kann die Luftwaffe die Artillerie beinahe ersetzen. Diese Flugzeuge befinden sich meist zum Zeitpunkt der Anforderung durch den jeweiligen Kommandeur bereits in der Luft. Dieser Teil des taktischen Luftkrieges, die Nahunterstützung der kämpfenden Truppe, ist der klassische. Andere taktische Luftunterstützung ist die Zerschlagung feindlicher Nachschubkonvois, Truppenansammlungen, die der Frontkommandeur nicht kennt und kennen kann und Stellungen, die einer vorrückenden Truppe im Weg stehen.

## Geschichte

### Erster Weltkrieg
Der taktische Luftkrieg begann im Ersten Weltkrieg. Die ersten Flugzeugangriffe waren noch sehr primitiv. Aus Doppeldeckern wurden Handgranaten und sogar leichte Artilleriegeschosse seitlich per Hand abgeworfen. Es kamen aber auch stählerne Pfeile, sogenannte Flechettes, zum Einsatz, die keine Sprengwirkung hatten. Aber auch Fußangeln und andere Hindernisse, die vor den feindlichen Gräben abgeworfen wurden, wurden eingesetzt. Die Wirkung dieser Angriffe war sehr begrenzt. Es fehlte an Bombenzielgeräten, der Abwurf erfolgte nach Augenmaß. Mit dem Ende des Ersten Weltkrieges wurden schon erste für den Erdkampf speziell entwickelte Flugzeuge eingesetzt. So baute die Firma Junkers seit 1918 den ersten Ganzmetalleindecker, die Junkers J 10. An diesem Flugzeug waren seitlich Aufhängungen für vier 9 kg schwere Bomben angebracht. Diese löste der zweite Mann noch manuell aus. Diese Flugzeuge wurden eingesetzt, um Artilleriestellungen oder feindliche Truppenansammlungen zu bekämpfen. Auf Seiten der Entente wurden Jagdflugzeuge speziell umgebaut, um dieselbe Aufgabe zu erfüllen. Als die Entente ab Mitte 1918 die Luftherrschaft im Kriege innehatte und die deutsche Armee sich auf dem Rückzug befand, fielen die Jagdflugzeuge in Rudeln über Truppenansammlungen her.

### Zweiter Weltkrieg

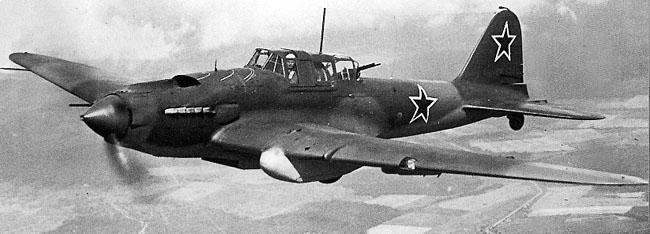
Erdkampf- und Schlachtflugzeug Il-2, bei den deutschen Bodentruppen unter dem Namen "Schlächter" gefürchtet

Im Zweiten Weltkrieg wurden bereits vollständig für die Aufgabe als Schlacht- respektive Erdkampfflugzeuges entwickelte Flugzeuge eingesetzt. Die wohl bekanntesten Vertreter sind die Junkers Ju 87 und die russische Il-2. Aus Mangel an wirkungsvollen Zielgeräten zum präzisen Bombenabwurf im Horizontalflug entwickelte man auf Seiten der Deutschen schon vor Beginn des Krieges die Ju 87. Sie bekämpfte ihr Ziel, indem sie im Sturzflug auf dieses zusteuerte und im richtigen Momente die Bombe ausklinkte. Das ermöglichte deutlich zielgenauere Angriffe. So konnten sogar einzeln fahrende Panzer präzise bekämpft werden. Um größere Bunkeranlagen und Festungen anzugreifen, waren die Stuka, wie das Flugzeug allgemein genannt wurde, sogar in der Lage eine 500 Kilogramm schwere Bombe zu transportieren. Als die Panzerabwehr immer wichtiger wurde, wurde mit der Ju 87 G ein Flugzeug entwickelt, das zwei modifizierte 37-mm-Kanonen an Unterflügelstationen trug. Diese Maschine wurde von den deutschen Soldaten „Kanonenvogel“ getauft. Der erfolgreichste Panzerjäger mit diesem Modell war Hans-Ulrich Rudel. Der Stuka wurde zum Symbol des Blitzkrieges. Gerade als die Panzertruppen in schnellen Durchbruchsschlachten kilometertief in das feindliche Hinterland vorstießen, war der Stuka die „fliegende Artillerie“. Mit der immer stärker werdenden Luftüberlegenheit der alliierten Jäger an allen Fronten verlor der Stuka immer mehr an Bedeutung. Es mussten neue Wege gefunden werden. So wurden in aller Eile die Flugzeuge des Typs Focke-Wulf Fw 190 F entwickelt. Ebenso als Schlachtflugzeug konzipiert war die Henschel Hs 129. Als schließlich die Messerschmitt Me 262 erschien, wurde das Flugzeug kurzerhand durch eine Forderung Adolf Hitlers zum Erdkampfflugzeug bestimmt.
Die sowjetische Führung suchte ein anderes Konzept. Mit der Il-2 entwickelte das Konstruktionsbüro Iljuschin ein Flugzeug, das seine Ziele vornehmlich im Tiefflug angreifen und vernichten sollte. Die Il-2 war mit zwei schweren 20-mm-Kanonen und zwei 7,62-mm-Maschinengewehren bewaffnet. Leichtere Bomben als beim Stuka sowie Raketen bis zum Kaliber 132 mm konnten die Bewaffnung komplettieren. Il-2 wurden in Massen eingesetzt. Kein anderes Erdkampf- oder Schlachtflugzeug wurde in all seinen Varianten in größeren Mengen hergestellt. Von der Il-2 wurden bis Ende 1945 36.136 Stück produziert. Ein weiterer Vertreter eines taktischen Bombers war die Petljakow Pe-2. Sie erzielte ähnliche Leistungen wie die britische De Havilland DH.98 Mosquito. Eine Sonderform des taktischen Bombers, den speziell die Rote Armee bevorzugt nutzte, war die Polikarpow Po-2. Sie wurde als Aufklärer und leichter Bomber verwendet. Zu Beginn des Krieges war das Flugzeug jedoch veraltet. Die Rote Armee setzte das Flugzeug als nächtlichen Störer ein. Nachts starteten Po-2 Flugzeuge und bewarfen die deutschen Stellungen mit kleinen Bomben. Sie wurden von den deutschen Soldaten verächtlich "Rollbahnkrähe" oder "Nebelkrähe" genannt. Ihre Wirkung war begrenzt, doch sie konnten die deutschen Truppen zum Beispiel während der Nacht stören, Bewegungen unterbrechen, Pausen stören und so die Moral untergraben.

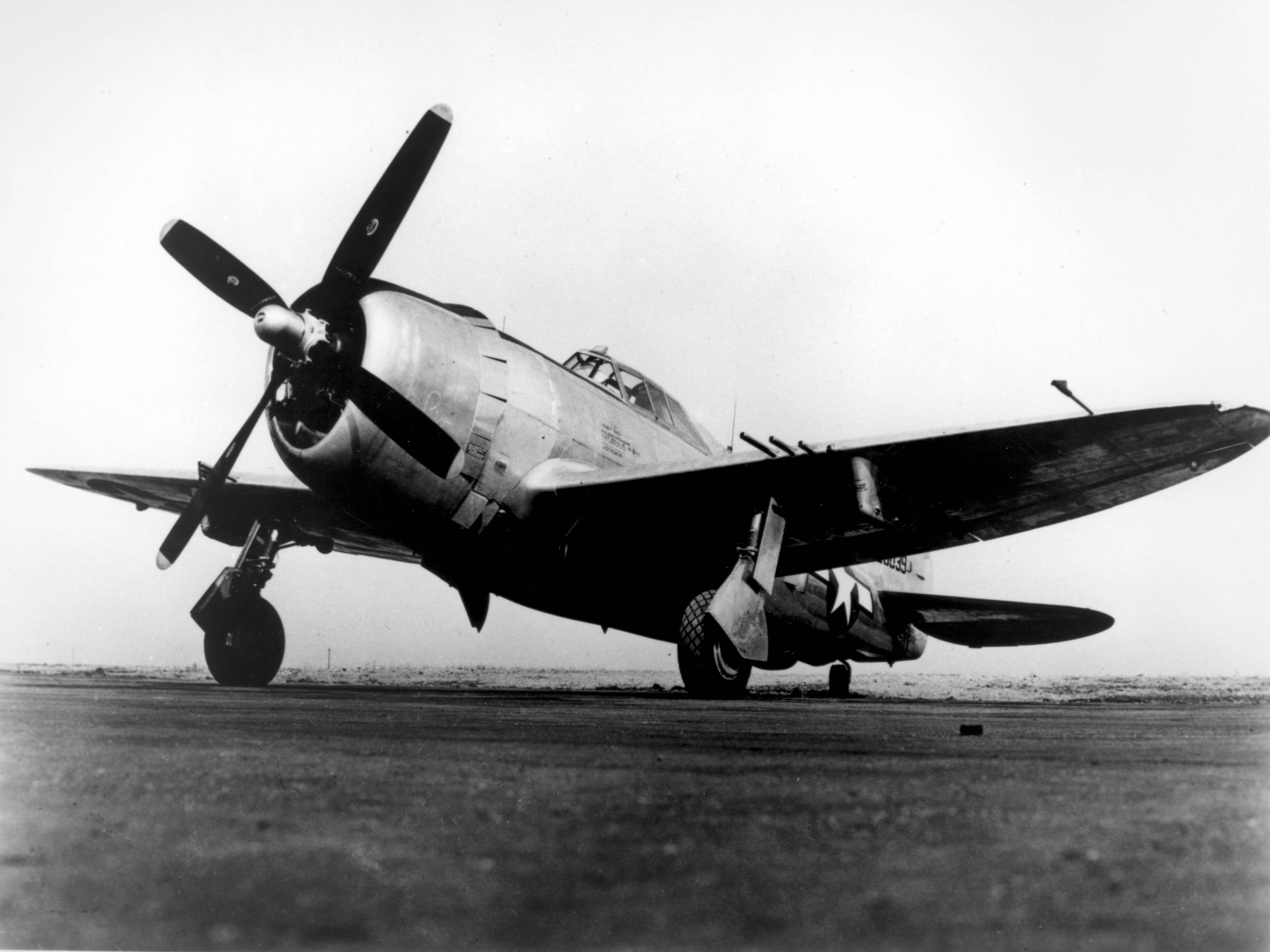
Republic P-47 D Das schwerste Jagdflugzeug des Krieges und ein ausgezeichneter Jagdbomber

Auf Seiten der westlichen Alliierten gab es am Anfang des Krieges einen Mangel an Konzepten für ein Erdkampfflugzeug oder taktischen Bomber. Um taktische Aufgaben zu erfüllen, wurden meist Jagdflugzeuge mit einer Bombe bestückt und ins Gefecht geschickt. Das erwies sich als problematisch, denn die Jäger waren mit dem Tragen einer schweren Bombe meist überfordert. Ausnahmen bildet hier die De Havilland Mosquito als erster taktischer Bomber und das Jagdflugzeug P-38 Lightning. Letzteres war von Natur aus schwer bewaffnet und konnte als zweimotorige Maschine auch eine relativ hohe Nutzlast transportieren. Erst gegen 1943 mit der Einführung von ungelenkten Raketen war die Zuladung für Jäger wieder kein Problem mehr und sie übernahmen häufig Aufgaben als Erdkampf- und Schlachtflugzeug. Während der Landung in der Normandie 1944 hatten die Alliierten bereits die absolute Luftüberlegenheit. Bewegungen der deutschen Truppen waren nur während der Nacht möglich, denn Schwärme von mit Raketen und Bomben bestückten Jägern und Jagdbombern machten Jagd auf deutsche Konvois und Stellungen. Berühmteste Vertreter der Alliierten für diese Einsätze waren die Republic P-47 Thunderbolt und die Hawker Typhoon.

### Weitere Entwicklung

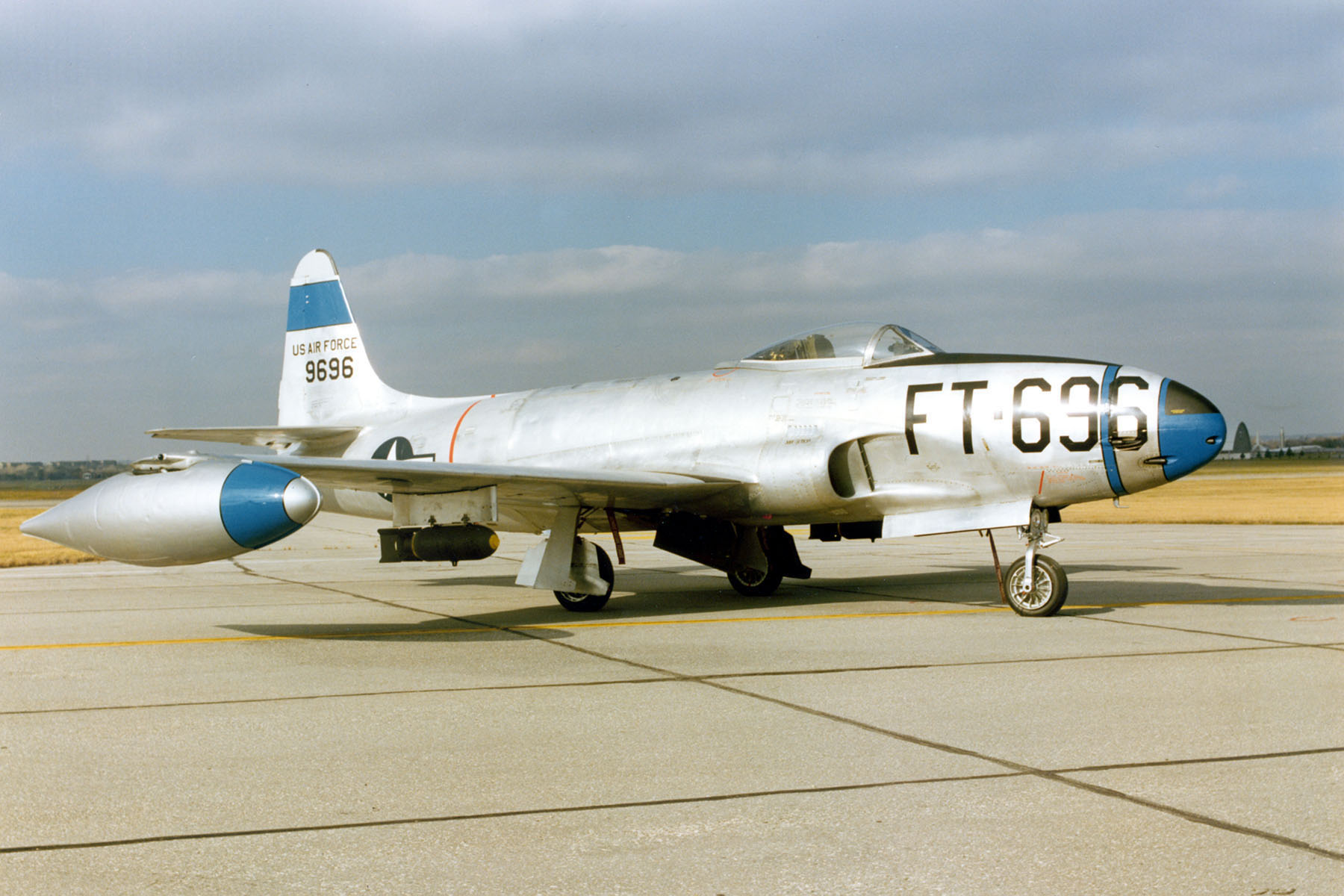
F-80 C Shooting Star mit Bomben an den Unterflügelstationen

Der Koreakrieg rief massive Luftstreitkräfte wieder auf den Plan. Die UN-Truppen unter Führung der USA setzten von Anfang an auf düsengetriebene Erdkampfflugzeuge, obwohl auch sie noch, aus rüstungstechnischen Gründen, weiterhin Propellermaschinen einsetzten. Die P-80 Shooting Star war ein solcher Vertreter, aber auch die F-86 Sabre konnte mit Bomben bestückt und als taktischer Bomber eingesetzt werden. Auf koreanischer Seite wurde die Iljuschin Il-10 eingesetzt und später die MiG-15, die ähnlich wie die Sabre eine andere Hauptaufgabe als Jagdflugzeug hatte, aber als Jagdbomber bestückt werden konnte. Die Art der Aufgabe hatte sich seit dem Zweiten Weltkrieg nicht verändert. Auch die Art und Weise des Angriffs auf den Feind hatte sich nicht verändert, das geschah erst im Vietnamkrieg.
Im Vietnamkrieg wurden Ziele für die taktische Bombardierung oft durch sogenannte Forward Air Controller von langsam fliegenden Propellermaschinen aus mit Rauchgranaten markiert und anschließend von hochfliegenden Bombern wie der Boeing B-52 bekämpft. Die ersten Mehrzweckkampfflugzeuge wie der F-4 Phantom wurden gebaut. Sie konnten sowohl die Rolle des Jagdflugzeuges als auch die des Jagdbombers je nach Ausführung der Bewaffnung durchführen.

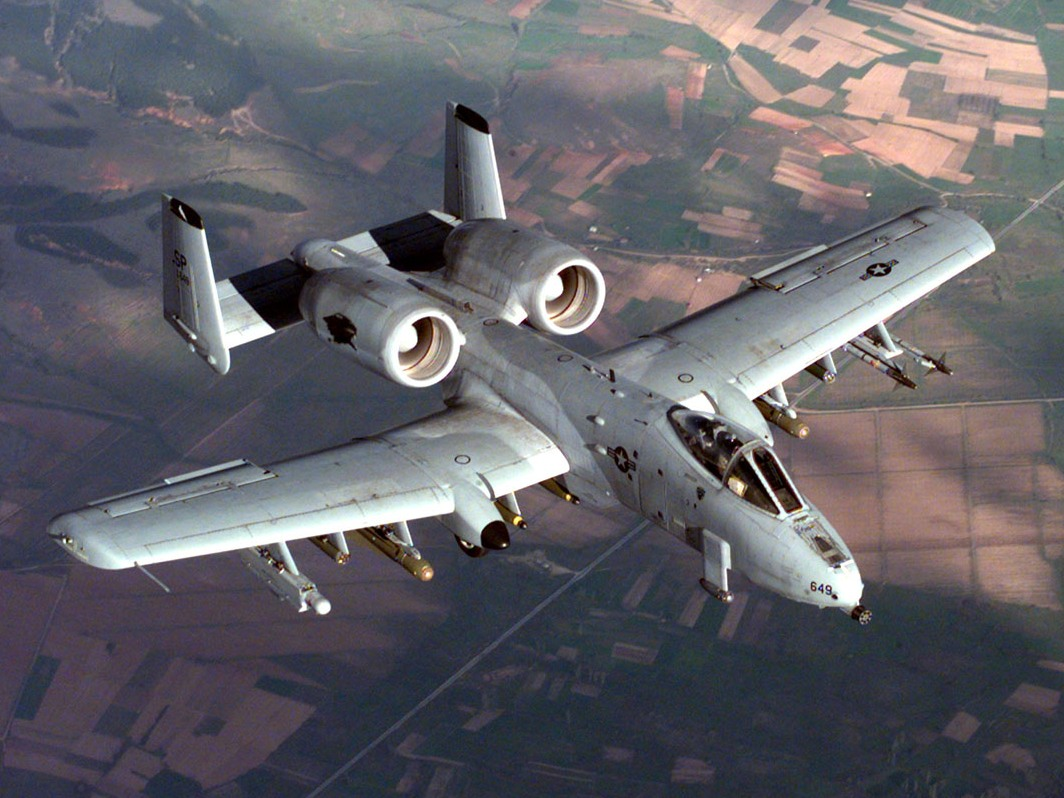
A-10 Thunderbolt II

Das erste wieder als reines Erdkampfflugzeug konstruierte Flugzeug war die A-10 Thunderbolt. Ihre GAU-8 Avenger 30-mm-Gatling-Kanone mit Urankernmunition zusammen mit angepassten Angriffstaktiken versetzen sie in die Lage, jeden Panzer zu zerstören. Dazu können weitere 7 Tonnen Munition in Form von Bomben, Lenkwaffen, Streumunition und Minen mitgeführt werden.
Seit den 1990er wird der taktische Luftkrieg wegen der besseren Zielgenauigkeit zunehmend mit präzisionsgelenkter Munition und Marschflugkörpern geführt. Strategische Bomber können sogenannte smart bombs, also gelenkte „intelligente“ Waffen auf wenige Meter genau ins Ziel führen.
Mehrzweckkampfflugzeuge können sowohl die Aufgaben des Jägers, Abfängers oder auch des Jagdbombers erfüllen. Dabei verfügen sie über ein Waffenarsenal, mit dem sie neben feindlichen Flugzeugen auch Schiffe, Panzer, Gebäude oder Truppenansammlung effektiver bekämpfen können als Staffeln von Jägern oder Bombern des Zweiten Weltkrieges.

## Hubschrauber

Moderner Kampfhubschrauber Eurocopter Tiger beim Looping

Der Hubschrauber, bereits im Zweiten Weltkrieg erfunden, war lange Zeit lediglich ein Transportmittel für Material, Verwundete oder diente zur Verbindung zwischen den Truppen. Seit dem Vietnamkrieg wurde der Hubschrauber zum Kampfhubschrauber. In diesem Krieg wurden Hubschrauber zu Gefechten eingesetzt. Sie erhielten Maschinengewehre, Raketen und einige konnten sogar Bomben von Aufhängungen abwerfen. Der Hubschrauber entwickelte sich zum Panzerjäger. Ein einzelner AH-64 Apache ist heute in der Lage sechzehn AGM-114 Hellfire-Raketen zu transportieren und ebenso viele Ziele gleichzeitig zu bekämpfen. Die Ausrichtung im Hubschrauberbau folgt dabei der Einsatzdoktrin des jeweiligen Nutzers. Während die NATO-Staaten stets schnelle Angriffshubschrauber bevorzugten, entwickelten die Sowjets zu Zeiten des Kalten Krieges schwere gepanzerte Hubschrauber, die wirkungsvolle Waffenplattformen waren. Sie konnten, wie etwa der Mil Mi-24 (NATO-Codename Hind), mit einer Vielzahl an Waffen bestückt werden und selbst als Kampfhubschrauber maximal acht Soldaten in ein Kampfgebiet fliegen und ihnen gleichzeitig taktische Luftunterstützung geben. Der Hubschrauber ist heute der wichtigste taktische Unterstützer für Frontkommandeure.